# Valor nominal i valor real
En economia, un valor nominal és un valor econòmic expressat en termes monetaris nominals històrics. Per contra, un valor real és un valor que ha estat ajustat d'un valor nominal per eliminar els efectes dels canvis dels nivells de preus generals amb el temps i, per tant, es mesura en termes dels nivells de preus generals en algun any de referència (any base). Per exemple, els canvis en el valor nominal d'alguns assortiment de mercaderies a través del temps poden ser deguts a un canvi en les quantitats en el paquet o els seus preus associats, mentre que els canvis en els valors reals reflecteixen únicament els canvis en les quantitats. El procés de conversió de nominal a termes reals es coneix com a ajust per inflació.
Els valors reals són una mesura del poder adquisitiu net de qualsevol canvi en els preus al llarg del temps. Per exemple, l'ingrés nominal sovint és reexpressat com a ingrés real, eliminant així la part dels canvis en l'ingrés que només reflecteixin la inflació (un augment general dels preus). De la mateixa manera, per a les mesures agregades de producció, com ara el producte intern brut (PIB), l'import nominal reflecteix les quantitats de producció i els preus en aquest període, mentre que les diferències entre les quantitats reals en diferents períodes reflecteixen únicament els canvis en les quantitats. Una sèrie de valors reals al llarg del temps, com per al PIB real, mesura quantitats a través del temps expressat en preus d'un any, anomenat any base (o més generalment el període base). Els valors reals en diferents anys després expressen valors dels paquets (de productes que volem valorar) com si els preus haguessin estat constants per a tots els anys, mostrant així les diferències de les quantitats subjacents.
La distinció nominal/valor real pot aplicar-se no només a les dades de sèries temporals, com l'anterior, sinó també a dades de tall transversal que varien segons la regió. Per exemple, el valor total de les vendes d'un determinat producte produït en una regió determinada d'un país està influenciada tant per la quantitat física venuda com pel preu de venda, que pot ser diferent en considerar el país en el seu conjunt del considerat per a les diferents regions. Així el valor nominal dels béns d'una regió es poden ajustar a termes reals per la re-expressió dels béns referits a la mitjana del preus nacionals.